# Маргарета Австрийска (1395 – 1447)
Вижте пояснителната страница за други личности с името Маргарета Австрийска.
Маргарета Австрийска (на немски: Margarete von Österreich; * 1395, Виена; † 24 декември 1447, Бургхаузен) от фамилията Хабсбурги, е чрез женитба херцогиня на Бавария-Ландсхут и Бавария-Инголщат.

## Произход и брак
Дъщеря е на Албрехт IV (1377 – 1404), херцог на Австрия, и съпругата му Йохана София Баварска (1373 – 1410), дъщеря на херцог Албрехт I от Щраубинг-Холандия. Тя е по-малка сестра на римско-немския крал Албрехт II.
Маргарета се омъжва на 25 ноември 1412 г. в Ландсхут за Хайнрих XVI Богатия (1386 – 1450) от род Вителсбахи, от 1393 г. херцог на Бавария-Ландсхут и от 1447 г. херцог на Бавария-Инголщат.

## Деца
Маргарета и Хайнрих XVI Богатия имат шест деца, от които три оживяват до зряла възраст:
- Йохана Баварска (1413 – 1444), ∞ 1430 пфалцграф Ото I от Пфалц-Мозбах (1390 – 1461)
- Албрехт (1414 – 1416)
- Фридрих (1415 – 1416)
- Лудвиг IX (1417 – 1479) ∞ 1452 принцеса Амалия Саксонска (1436 – 1501)
- Елизабет Баварска (1419 – 1451), ∞ 1445 херцог Улрих V от Вюртемберг (1413 – 1480)
- Маргарете (* 1420, † рано)